# 張文彬 (1950年)
張文彬（1950年—），美国臺灣裔政治人物，共和黨籍，畢業於臺北輔仁大學企管系，前美國加州洛杉磯郡戴蒙德巴市長，是该市首任华裔市长。於2008年擔任麥肯加州亞太裔聯盟主席，組織加州亞太裔全力支持共和黨總統參選人約翰·麥肯。

## 生平
1972年畢業自輔仁大學企管系。
1995年舉家遷居美國加州。1997年以3000票的高票數當選戴蒙德巴議員。1999年、2002年、2005年連續當選戴蒙德巴市長。